# Deux Sœurs (film, 2024)
Pour plus de détails, voir Fiche technique et Distribution.
Deux Sœurs est une comédie dramatique britannico-espagnole réalisée par Mike Leigh et sortie en 2024,.
Le film est présenté en compétition officielle lors du Festival international du film de Saint-Sébastien 2024.

## Fiche technique
Sauf indication contraire, les informations mentionnées dans cette section peuvent être confirmées par les bases de données cinématographiques IMDb et Allociné,  présentes dans la section « Liens externes ».
- Titre original : Hard Truths
- Réalisation : Mike Leigh
- Scénario : Mike Leigh
- Musique : Gary Yershon
- Décors : Suzie Davies
- Costumes : Jacqueline Durran
- Photographie : Dick Pope
- Son :
- Montage : Tania Reddin
- Production : Georgina Lowe
  - Production déléguée : Gail Egan, Daniel Battsek, Jennifer Eriksson, Mark Gooder, Andrew Karpen, Richard Kondal, Ollie Madden, Javier Mendez, Javier Pons, Kent Sanderson et Alison Thompson
- Société de production : Film4 et The Mediapro Studio
- Société de distribution : Diaphana Distribution
- Pays de production :  Royaume-Uni et  Espagne
- Langue originale : anglais
- Format : couleur — 2,39:1 — son 5.1
- Genre : Comédie dramatique
- Durée : 97 minutes
- Dates de sortie :
  - Brésil : 6 septembre 2024
  - Canada : 
    - 6 septembre 2024 (Toronto)
    - 24 janvier 2025 (en salles)

  - Espagne : 26 septembre 2024 (Saint-Sébastien)
  - Royaume-Uni : 
    - 14 octobre 2024 (Londres)
    - 31 janvier 2025 (en salles)

  - France : 2 avril 2025

## Distribution
- Marianne Jean-Baptiste : Pansy
- David Webber : Curtley
- Michele Austin : Chantal
- Tuwaine Barrett : Moses
- Sophia Brown : Aleisha
- Jonathan Livingstone : Virgil
- Ani Nelson : Kayla
- Tiwa Lade : Savannah
- Samantha Spiro : Nicole
- Ruby Bentall : le médecin

## Distinctions

### Récompenses
- British Independent Film Awards 2024 : meilleure interprétation pour Marianne Jean-Baptiste

### Nominations
- BAFTA 2025 :
  - Meilleur film britannique
  - Meilleure actrice pour Marianne Jean-Baptiste